# China Railway
China Railway (CR, en chinois : 中国国铁), officiellement China State Railway Group Company, Ltd. (en chinois : 中国国家铁路集团有限公司), est l'entreprise nationale chinoise qui gère le réseau ferré et l'exploitation du transport ferroviaire en Chine.

## Histoire
China State Railway Group Co, Ltd est créée le 18 juin 2019 à la suite de la restructuration de China Railway Corporation, dernière étape de transition dans le cadre des réformes dirigées par le gouvernement chinois.

Logo symbolique de China Railway

China Railway Corporation a été créée en 2013 en remplacement du Ministère des Chemins de fer.
En l'espace de 6 ans, les chemins de fer chinois sont passés d'un ministère du gouvernement à une société nationale. Ceci intervient dans un contexte de développement rapide des chemins de fer chinois, notamment du réseau de lignes à grande vitesse, le premier au monde, afin de proposer un meilleur service qui sera adapté aux besoins du marché et à la concurrence avec d'autres moyens de transports.

## Organisation
Elle est dirigée par Liu Zhenfang et est basée à Pékin.
China Railway dirige 21 compagnies filiales qui gèrent le réseau différentes régions de Chine.

Les secteurs des 21 compagnies filiales CR

## Services
Le service de vente des billets de tous les trains se font via le site internet 12306.cn ou sur des services mobiles, notamment WeChat.